# Стрикув (Мазовецьке воєводство)
Стрикув (пол. Stryków) — село в Польщі, у гміні Могельниця Груєцького повіту Мазовецького воєводства.
Населення — 126 осіб (2011).
У 1975-1998 роках село належало до Радомського воєводства.

## Демографія
Демографічна структура станом на 31 березня 2011 року:
|          | Загалом | Допрацездатний вік | Працездатний вік | Постпрацездатний вік |
| -------- | ------- | ------------------ | ---------------- | -------------------- |
| Чоловіки | 67      | 17                 | 40               | 10                   |
| Жінки    | 59      | 11                 | 35               | 13                   |
| Разом    | 126     | 28                 | 75               | 23                   |